# Penicillium nepalense
Penicillium nepalense är en svampart som beskrevs av Takada & Udagawa 1983. Penicillium nepalense ingår i släktet Penicillium och familjen Trichocomaceae.   Inga underarter finns listade i Catalogue of Life.